# Ad Astra (sculpture)
Pour les articles homonymes, voir Ad Astra.
Ad Astra (« vers les étoiles » en latin) est une œuvre d'art public réalisée en 1976 par l'artiste américain Richard Lippold (en). D'une hauteur de 100 pieds — soit un peu plus de 30 mètres —, cette sculpture abstraite couleur or en acier inoxydable poli, fait partie de la collection du National Air and Space Museum de la Smithsonian Institution à Washington,,.
Lippold estimait que « l'art caractéristique de [son] époque doit faire honneur à la conquête de l'espace » et cette œuvre symbolise cette conquête.
La sculpture apparaît en 2009 dans un film de Shawn Levy, La Nuit au musée 2 (Une Nuit au Musée : La Bataille du Smithsonian au Québec).